# Beeretz-Mühle
Die Beeretz Mühle war eine Wassermühle mit einem unterschlächtigen Wasserrad an der Wurm in der Stadt Geilenkirchen im nordrhein-westfälischen Kreis Heinsberg im Regierungsbezirk Köln.

## Geographie
Die Beeretz Mühle  hatte ihren Standort auf der linken Seite der Wurm, an der Herzog Wilhelm Straße 8, in der Stadt Geilenkirchen. Das Grundstück, auf dem das Mühlengebäude heute steht, hat eine Höhe von ca. 74 m über NN. Oberhalb der Beeretz Mühle stand die Mühle Eichenthal, in der Nachbarschaft an der kleinen Wurm hatte die Hünshovener Ölmühle ihren Standort.

## Gewässer
Die Wurm versorgte auf einer Flusslänge von 53 km zahlreiche Mühlen mit Wasser. Die Quelle der Wurm liegt südlich von Aachen bei 265 m über NN, die Mündung in die Rur ist bei der Ortschaft Kempen in der Stadt Heinsberg bei 32 m über NN. 

## Geschichte
Die Beeretz Mühle war auch bekannt als Geilenkirchener Stadtmühle bzw. Kornmühle und stand am Hauptarm der Wurm. Ihre erste urkundliche Erwähnung ist im Jahre 1486 dokumentiert. In den Unterlagen von Jülich-Berg findet sich 1539 eine Verpachtung für zwölf Jahre der Corn molenn vur gelennkirchen. Die heimatkundliche Literatur geht davon aus, dass die Mühle bereits 1380 bestanden hat. Sie soll dem Landesherren von Heinsberg und der Burg Geilenkirchen gleichsam gehört haben.
Anfang des 19. Jahrhunderts gehörte die Kornmühle Gottfried Camphausen. Er kaufte die Mühle als beschlagnahmten Jülich’schen Fiskalbesitz von französischen Staat. Infolge einer Einfuhrsperre für englische Garne im Jahre 1806, rüstete der Besitzer die Mühle um und stellte mechanische Spinnstühle auf, die mit Wasserkraft angetrieben wurden. Nach der Schlacht von Waterloo und dem Ende der Franzosenzeit wurde die Einfuhrsperre aufgehoben. Die Mühle wurde nun wieder als Mühle genutzt, jetzt allerdings auch zum Ölschlagen.
Die Beeretz Mühle arbeitete bis 1970, die Wurmregulierung im Jahre 1971 besiegelte ihr Ende. Das eiserne Wasserrad wurde gegen den Willen der kritischen Öffentlichkeit abgenommen. Die Zusage, das Wasserrad nach Möglichkeit wieder anzubringen, war nur ein Versprechen. Heute beherbergt das Mühlengebäude die Gaststätte SOÑADOR in der Kornmühle. 

## Galerie

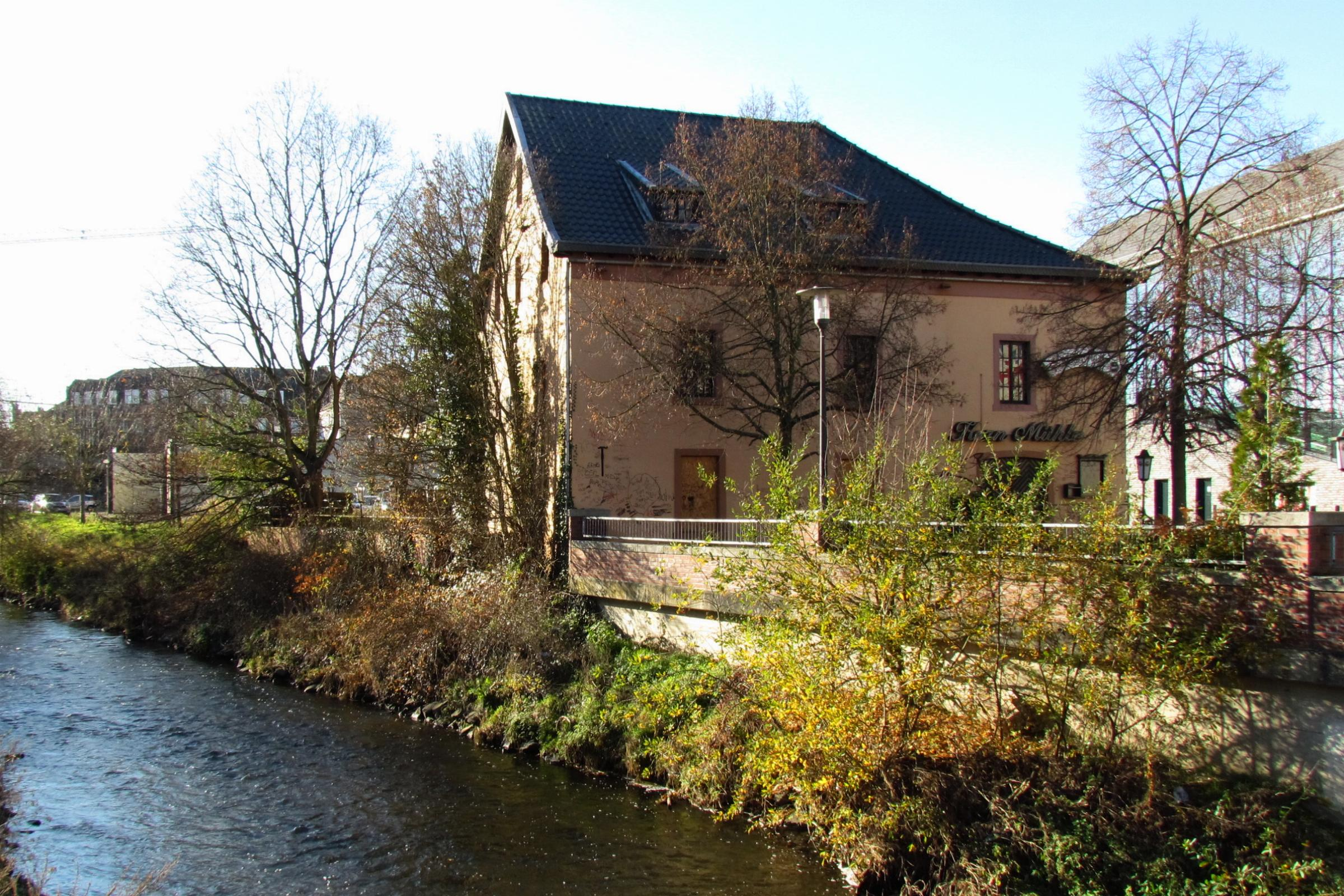
Die Beeretz Mühle an der Wurm
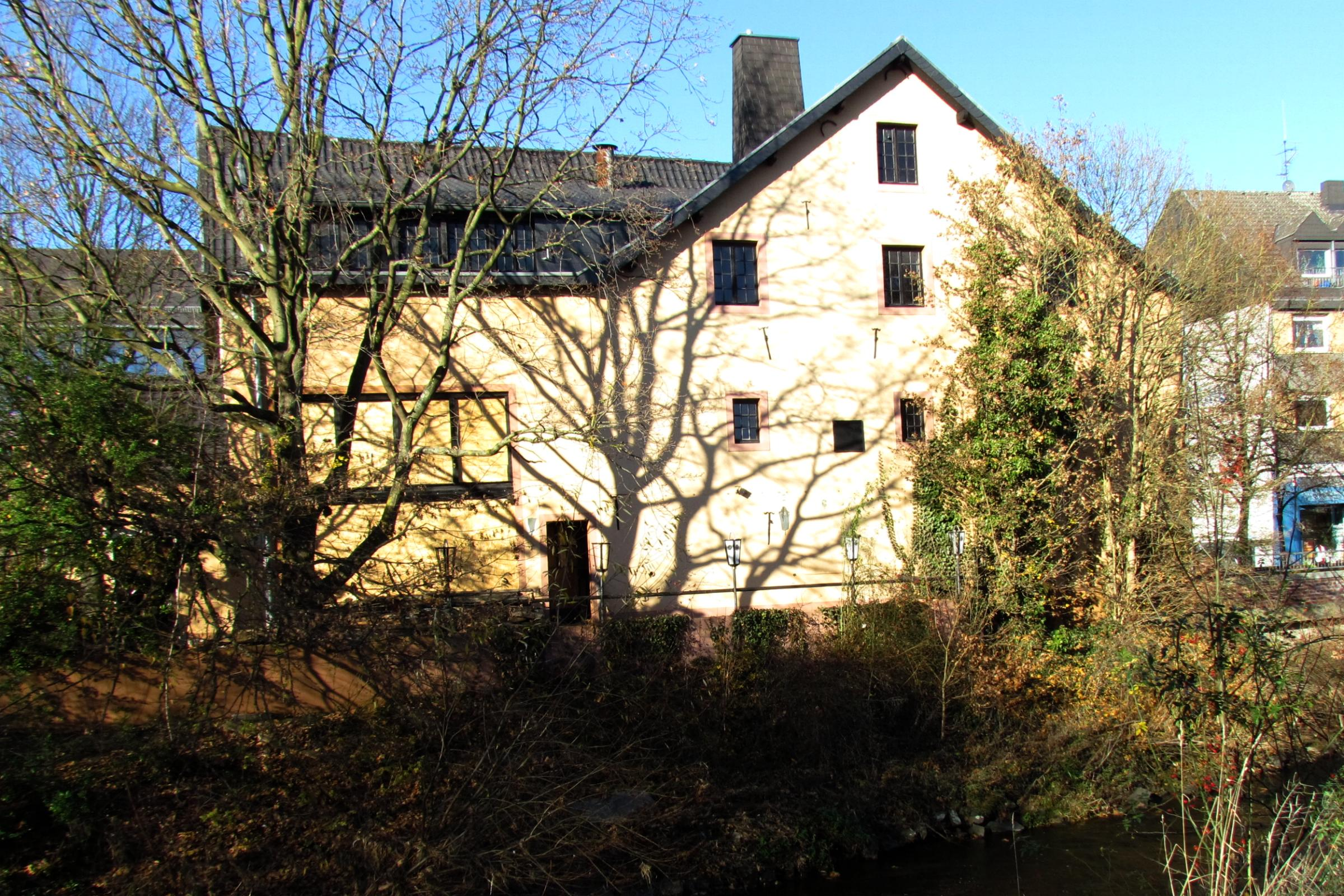
An der Giebelwand war einst das Wasserrad angebracht
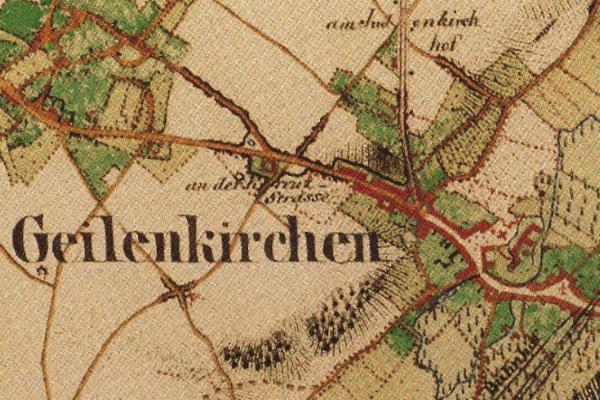
Geilenkirchen auf der Uraufnahme von 1846
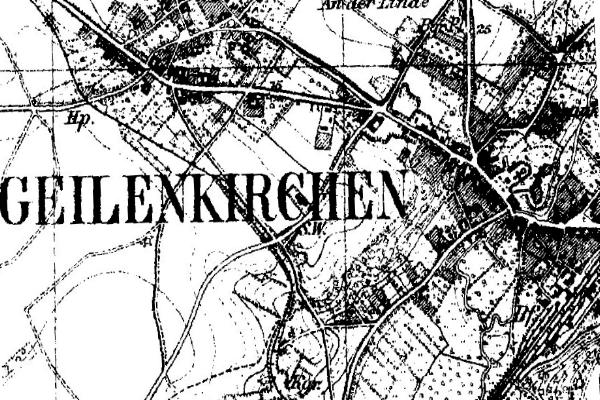
Geilenkirchen auf der Neuaufnahme von 1892
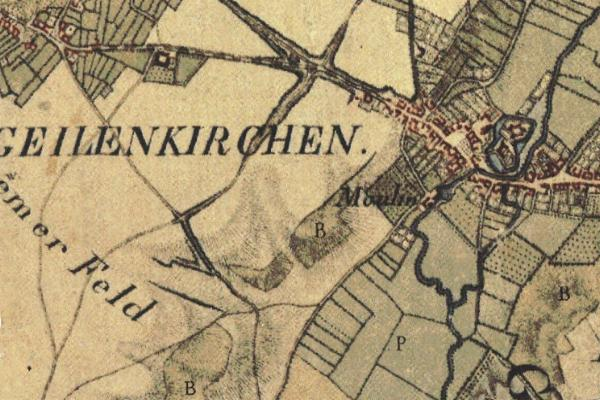
Beeretz Mühle auf der Tranchotkarte 1805/1807

→ Siehe auch Liste der Mühlen an der Wurm